# روبرت جي. جيمس
روبرت جي. جيمس (بالإنجليزية: Robert G. James)‏ هو قاضي ومحامي أمريكي، ولد في 1946 في روستون في الولايات المتحدة.